# های-لکس
های-لکس (انگلیسی: HI-LEX) شرکت ماشین‌آلات ژاپنی است، که در سال ۱۹۴۶ تأسیس شد.